# Чхан Михайло Антонович
Михайло Антонович Чхан (* 14 вересня 1926, с. Кам'янка, Апостолівський район, Дніпропетровська область — † 20 березня 1987, село Червона Колонка, Апостолівський район, Дніпропетровська область) — український поет, член НСПУ.

## Життєпис
Народився Михайло Антонович Чхан в с. Кам'янка Апостолівського району  на Дніпропетровщині у селянській родині. У 1941 році закінчив 8 класів, перебував у евакуації, з 1943 року – в Радянській Армії. В бою під Паневежисом (Литовська РСР) у 18 років був тяжко поранений. Демобілізований у 1947 році. Після демобілізації закінчив десятирічку зі срібною медаллю і Дніпропетровський металургійний інститут. Працював інженером — конструктором, старшим інженером кафедри металургійних печей Дніпропетровського металургійного інституту  та інженером — конструктором на заводі ім. Артема. 
Перша його збірка «Не заходить сонце» побачила світ у 1959 році (Дніпропетровськ, обласне книжкове видавництво), коли автору виповнилося тридцять три роки. Через сім років вийшла друга збірка «Грані» (Дніпропетровськ: Промінь, 1966), яка стала програмною у творчості Чхана. Критика відразу назвала «Грані» найвидатнішим явищем на горизонті тогочасної літератури, а її автора новою зіркою української поезії. Михайла Чхана прийняли до Спілки письменників України.  Та вміщені в збірку і, якимось дивним чином, пропущені цензурою три вірші «Фараон», «Тінь», «Честь і чесність», де була дошкульна критика на «застійних» лідерів, та й сама назва збірки, що асоціювалася із закордонними «антирадянськими» «Гранями» ускладнили особисте життя поета. Чхан зазнав утисків. І хоча в наступні роки побачили світ ще п'ять книжок «Озонія» (Київ: Радянський письменник, 1967), «Ярило» (Київ: Радянський письменник,1970), «Куранти» (Дніпропетровськ: Промінь, 1973), «Високе» (Київ: Радянський письменник, 1974), «Землелюби» (Дніпропетровськ: Промінь, 1976), більша частина написаного залишалася в шухлядах столу. 
Тільки через 15 років («Землелюби» були останньою прижиттєвою книгою поета) і уже по смерті Чхана вийшли збірки «Зоря в піке» (Дніпропетровськ: Січ, 1992), «Легенди про козаків» (Дніпропетровськ, 1991, додаток до газети «Собор»), «Вибране» (Дніпропетровськ: Дніпрокнига, 2007), куди увійшли поезії з вищеназваних збірок та «шухлядні» твори Чхана з архіву поета, який зберігається у фондах Дніпропетровського національного історичного музею ім. Д. І. Яворницького. 
Його збірки багатогранно вималювали творче обличчя Чхана як поета масштабного, глибоко національного, українського духом і розмахом, у якого  національне переросло на значно ширші горизонти. У творчості  повною мірою відбилися умонастрої шістдесятників: бунтівна непримиренність до всього фальшивого, задушливого, а найперше – до рабської покірливості, увага до простої людини, у літературознавчих розвідках названа «спрагою людяності», увага до найтонших душевних порухів, утвердження незнищенності  національного духовного досвіду. 
Патріотизм і громадянська свідомість Чхана позначилися на творчості багатьох поколінь дніпропетровських поетів і прозаїків. Про його безпосередній вплив на життєву позицію говорили Віктор Савченко, Валентин Чемерис, Віктор Корж, Наталка Нікуліна, Віктор Гриценко, Юрій Кириченко, Юрій Кібець. 
У 1989 році Дніпропетровським обласним управлінням культури, Дніпропетровською організацією Спілки письменників України та обласним центром народної творчості започатковані «Чханівські читання», які  відбувалися на батьківщині поета декілька років.  
У 1993 році М. Чхану присуджена літературна премія ім. Д. Яворницького за книги  «Легенди про козаків» та «Зоря в піке», яка підтвердила вагомий внесок М. Чхана у справу духовного відродження Придніпров’я.